# Devecseri lomis piac
A devecseri lomis piac főként ausztriai és németországi lomtalanításokból származó cikkek értékesítésének központja, különösen a kerékpárosok kedvelt célpontja, Devecser külterületén.

## Története
A lomizás a világútlevél bevezetésével, a nyolcvanas évek végén, kilencvenes évek elején indult a településen. A mintegy kétszáz, többnyire roma család a házak udvarán árusított. Innen eredt a „nyitott égbolt áruház” illetve a „Kalányos pláza” elnevezés.
Mivel a növekvő forgalom mindinkább megterhelte a város köztereit, 2008 elejétől az önkormányzat megtiltotta a városban az árusítást, és a településtől három kilométerre található volt szovjet laktanya területén jelölt ki helyet a lomisok számára. A lomisok eleinte tiltakoztak, tüntettek, de később birtokba vették a laktanyát.
2016. decemberétől a devecseri önkormányzat tulajdonát képező piacterületet a Devecseri Városüzemeltetési Kft. működteti.

## Kerékpárok
A lomis piacon különösen nagy a választék „retró” biciklikből.
A 2010. októberi vörösiszap-katasztrófa után a Bringakonyha csapata is gyűjtött és vitt adományokat Devecserbe.

## Külső hivatkozások
https://web.archive.org/web/20120604212005/http://devecseripiac.hu/